# Cillorigo de Liébana
Cillorigo de Liébana é um município da Espanha na comarca de Liébana, província e comunidade autónoma da Cantábria. Tem 104,5 km² de área e em 2021 tinha 1 299 habitantes (densidade: 12,4 hab./km²). A capital do município é Lebeña.

## Demografia
| Variação demográfica do município entre 1991 e 2004 [carece de fontes?] | Variação demográfica do município entre 1991 e 2004 [carece de fontes?] | Variação demográfica do município entre 1991 e 2004 [carece de fontes?] | Variação demográfica do município entre 1991 e 2004 [carece de fontes?] |
| ----------------------------------------------------------------------- | ----------------------------------------------------------------------- | ----------------------------------------------------------------------- | ----------------------------------------------------------------------- |
| 1991                                                                    | 1996                                                                    | 2001                                                                    | 2004                                                                    |
| 1105                                                                    | 1166                                                                    | 1089                                                                    | 1195                                                                    |

## Património
- Igreja de Santa Maria de Lebeña